# بانک توسعه نوین
بانک توسعه نوین (NDB)، که پیش‌تر تحت عنوان بانک توسعه بریکس نامیده می‌شد، یک مؤسسه مالی بین‌المللی است که توسط کشورهای بریکس (برزیل، روسیه، هند، چین و آفریقای جنوبی) تأسیس شده‌است. براساس توافقنامه NDB، " بانک باید از طرح‌های دولتی یا خصوصی از طریق وام، ضمانت، مشارکت در حقوق صاحبان سهام و سایر ابزارهای مالی حمایت کند. علاوه بر این، "NDB "باید با سازمان‌های بین‌المللی و سایر نهادهای مالی همکاری کند و برای طرح‌هایی که توسط بانک پشتیبانی می‌شوند، کمک فنی ارائه دهد."
سرمایه مجاز اولیه بانک ۱۰۰ میلیارد دلار است که به یک میلیون سهم تقسیم می‌شود و ارزش اسمی هر کدام صد هزار دلار است. سرمایه اولیه مشترک بانک ۵۰ میلیارد دلار است که به سهام پرداخت شده (۱۰ میلیارد دلار) و سهام قابل دعوت (۴۰ میلیارد دلار) تقسیم می‌شود. سرمایه اولیه مشترک بانک به‌طور مساوی بین اعضای مؤسس توزیع شد. در توافقنامه NDB مشخص شده‌است که هر عضو یک رأی خواهد داشت و هیچ‌کس حق وتو نخواهد داشت.

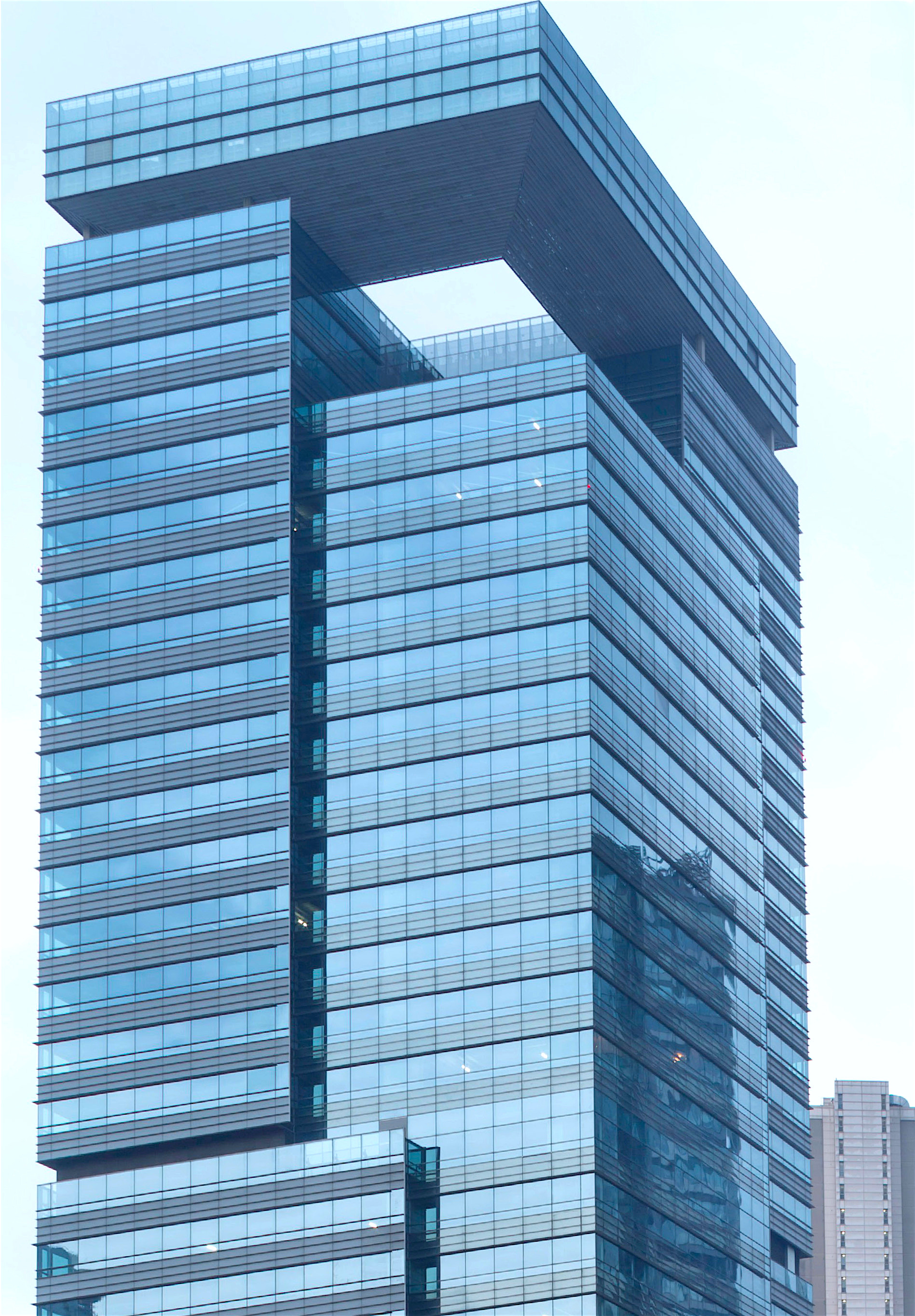
دفتر مرکزی NDB در حال حاضر در برج BRICS (مرکز مالی شرقی سابق) در شانگهای قرار دارد.

دفتر مرکزی این بانک در شانگهای چین است. اولین دفتر منطقه‌ای NDB در ژوهانسبورگ، آفریقای جنوبی است. دومین دفتر منطقه‌ای در سال ۲۰۱۹ در سائوپائولو برزیل و پس از آن در مسکوی روسیه تأسیس شد.